# چوکی پیروا (کوسکو-پونو)
چوکی پیروا (به اسپانیایی: Chuqi Pirwa) یک کوه در پرو است. چوکی پیروا ۵٬۲۰۰ متر بالاتر از سطح دریا واقع شده‌است.